# Кубок Північної Ірландії з футболу 2024—2025
Кубок Північної Ірландії з футболу 2023–2024 — 145-й розіграш кубкового футбольного турніру в Північній Ірландії. Титул вперше здобув Данганнон Свіфтс.

## Календар
| Раунд           | Дата                       | Матчі | Клуби    |
| --------------- | -------------------------- | ----- | -------- |
| Перший раунд    | 10–13 серпня 2024          | 41    | 129 → 88 |
| Другий раунд    | 13–14 вересня 2024         | 32    | 88→ 56   |
| Третій раунд    | 26 жовтня 2024             | 16    | 56 → 40  |
| Четвертий раунд | 23–30 листопада 2024       | 8     | 40 → 32  |
| 1/16 фіналу     | 3–14 січня 2025            | 16    | 32 → 16  |
| 1/8 фіналу      | 31 січня – 1 лютого 2025   | 8     | 16 → 8   |
| 1/4 фіналу      | 28 лютого – 1 березня 2025 | 4     | 8 → 4    |
| 1/2 фіналу      | 28–29 березня 2025         | 2     | 4 → 2    |
| Фінал           | 3 травня 2025              | 1     | 2 → 1    |

## 1/16 фіналу
| Команда 1                     | Рахунок      | Команда 2                  |
| 3 січня 2025                  | 3 січня 2025 | 3 січня 2025               |
| ----------------------------- | ------------ | -------------------------- |
| Харленд-енд-Вульф Велдерс (2) | 2:4          | Гленторан (1)              |
| 4 січня 2025                  |              |                            |
| Енней Юнайтед (2)             | 3:2          | Портадаун (1)              |
| Балліміна Юнайтед (1)         | 1:2          | Ардс (2)                   |
| Бангор (2)                    | 2:1 дч       | Ньюінгтон (2)              |
| Каррік Рейнджерс (1)          | 4:3          | Ньюрі Сіті (2)             |
| Кліфтонвілл (1)               | 4:0          | Бенбрідж Рейнджерс         |
| Колрейн (1)                   | 5:0          | Арма Сіті (2)              |
| Данганнон Свіфтс (1)          | 5:0          | Ратфріланд Рейнджерс (3)   |
| Лімаваді Юнайтед (2)          | 1:0 дч       | Ларн (1)                   |
| Лінфілд (1)                   | 4:0          | Веллінгтон Рекріейшн       |
| Баллімакеш Рейнджерс (3)      | 1:2          | Баллінамаллард Юнайтед (2) |
| Нокбреда (3)                  | 0:3          | Крузейдерс (1)             |
| 14 січня 2025                 |              |                            |
| Мойола Парк (3)               | 1:0 пен. 7:6 | Белфаст Селтік             |
| Гленавон (1)                  | 2:0          | Дандела (2)                |
| Інститут (2)                  | 2:3          | Лофголл (1)                |
| Доллінгстоун (3)              | 1:0          | Балліклер Комрадс (2)      |

## 1/8 фіналу
| Команда 1                  | Рахунок       | Команда 2            |
| 31 січня 2025              | 31 січня 2025 | 31 січня 2025        |
| -------------------------- | ------------- | -------------------- |
| Гленторан (1)              | 2:1 дч        | Лінфілд (1)          |
| 1 лютого 2025              |               |                      |
| Баллінамаллард Юнайтед (2) | 0:3           | Каррік Рейнджерс (1) |
| Бангор (2)                 | 3:0           | Енней Юнайтед (2)    |
| Кліфтонвілл (1)            | 3:2 дч        | Гленавон (1)         |
| Крузейдерс (1)             | 1:0           | Лімаваді Юнайтед (2) |
| Доллінгстоун (3)           | 0:3           | Лофголл (1)          |
| Данганнон Свіфтс (1)       | 2:1 дч        | Колрейн (1)          |
| Мойола Парк (3)            | 1:3           | Ардс (2)             |

## 1/4 фіналу
| Команда 1            | Рахунок        | Команда 2            |
| 28 лютого 2025       | 28 лютого 2025 | 28 лютого 2025       |
| -------------------- | -------------- | -------------------- |
| Бангор (2)           | 3:1            | Гленторан (1)        |
| 1 березня 2025       |                |                      |
| Ардс (2)             | 2:0            | Лофголл (1)          |
| Каррік Рейнджерс (1) | 1:3            | Данганнон Свіфтс (1) |
| Крузейдерс (1)       | 1:2            | Кліфтонвілл (1)      |

## 1/2 фіналу
| Команда 1       | Рахунок         | Команда 2            |
| 28 березня 2025 | 28 березня 2025 | 28 березня 2025      |
| --------------- | --------------- | -------------------- |
| Ардс (2)        | 0:3             | Кліфтонвілл (1)      |
| 29 березня 2025 |                 |                      |
| Бангор (2)      | 0:2             | Данганнон Свіфтс (1) |

## Фінал
| 3 травня 2025 21:45 (EEST) |

| Кліфтонвілл                          | 1:1 дч   | Данганнон Свіфтс                        |
| ------------------------------------ | -------- | --------------------------------------- |
| Кірні 90+2'                          | Протокол | Макговерн 23'                           |
|                                      | Пенальті |                                         |
| Кірні · Гейл · Аддіс · Кіні · Конлан | 3:4      | Бігірімана · Алвеш · Гленні · Бермінгем |

| Віндзор Парк, Белфаст Глядачів: 12 786 Арбітр: Ян Макнабб |